# Chiusura a spagnoletta
La chiusura a spagnoletta è un tipo di ferramenta, utilizzata soprattutto per la chiusura (appunto) di persiane ed altri tipi di scuri per finestre e porte esterne.

## Descrizione
È un insieme generalmente in ferro o acciaio, consistente in una maniglia ruotante solidale ad un tondino, fissati su una delle due ante per mezzo di sedi a piastrina avvolgente e viti idonee. La maniglia aziona la rotazione orizzontale dell'asta (tondino), e ruotando a sua volta intorno ad un perno ribattuto, va a bloccarsi in un fermo a rampino sull'altra anta. All'estremità dell'asta due ganci uncinano due pioli posti uno sul davanzale e l'altro opposto sul voltino dell'apertura.